# 2-я Посавская лёгкая пехотная бригада
2-я Посавская лёгкая пехотная бригада (серб. Друга посавска лака пешадијска бригада) — подразделение Армии Республики Сербской, участвовавшее в Боснийской войне.

## История
Бригада сформирована 18 мая 1992 года. Участвовала в том году в организации «коридора жизни» для боснийских сербов, обороняла линию протяжённостью 142 км. Первым командиром бригады был полковник Миле Бероня, вторым — Цветко Савич. В бригаде с 1992 по 1995 годы служило 7 тысяч человек, из них 448 человек погибли, 927 были ранены, трое пропали без вести.
В составе бригады был Отдельный батальон под командованием полковника Милана Йосича, кавалера Ордена Неманича II степени. В составе бригады также был танковый батальон.